# Vrbovljani
Vrbovljani su naselje u općini Okučani u Brodsko-posavskoj županiji. 

## Zemljopis
Vrbovljani se nalazi se južno od Okučana i autoceste Bregana-Lipovac, susjedna sela su Čovac i Gređani.

## Stanovništvo
Prema popisu stanovništva iz 2011. godine Vrbovljani su imali 230 stanovnika, dok su 2001. imali 302 stanovnika od toga 179 Hrvata i 105 Srba.
| broj stanovnika | 500   | 561   | 521   | 637   | 612   | 722   | 711   | 775   | 675   | 644   | 607   | 672   | 606   | 551   | 302   | 230   | 135   |
|                 | 1857. | 1869. | 1880. | 1890. | 1900. | 1910. | 1921. | 1931. | 1948. | 1953. | 1961. | 1971. | 1981. | 1991. | 2001. | 2011. | 2021. |

## Sport
U naselju je postojao nogometni klub NK Sloboština Vrbovljani